# Barnadesioideae
A Barnadesioideae a fészkesvirágzatúak (Asterales) rendjében az őszirózsafélék (Asteraceae) családjába tartozó alcsalád, melybe mindössze egyetlen nemzetségcsoport a Barnadesieae tartozik. Az alcsalád tagjai Dél-Amerikában őshonosak és molekuláris bizonyítékok vannak arra vonatkozóan, hogy ezen alcsalád tagjai különleges helyet foglalnak el az őszirózsafélék családjában.

## Képek

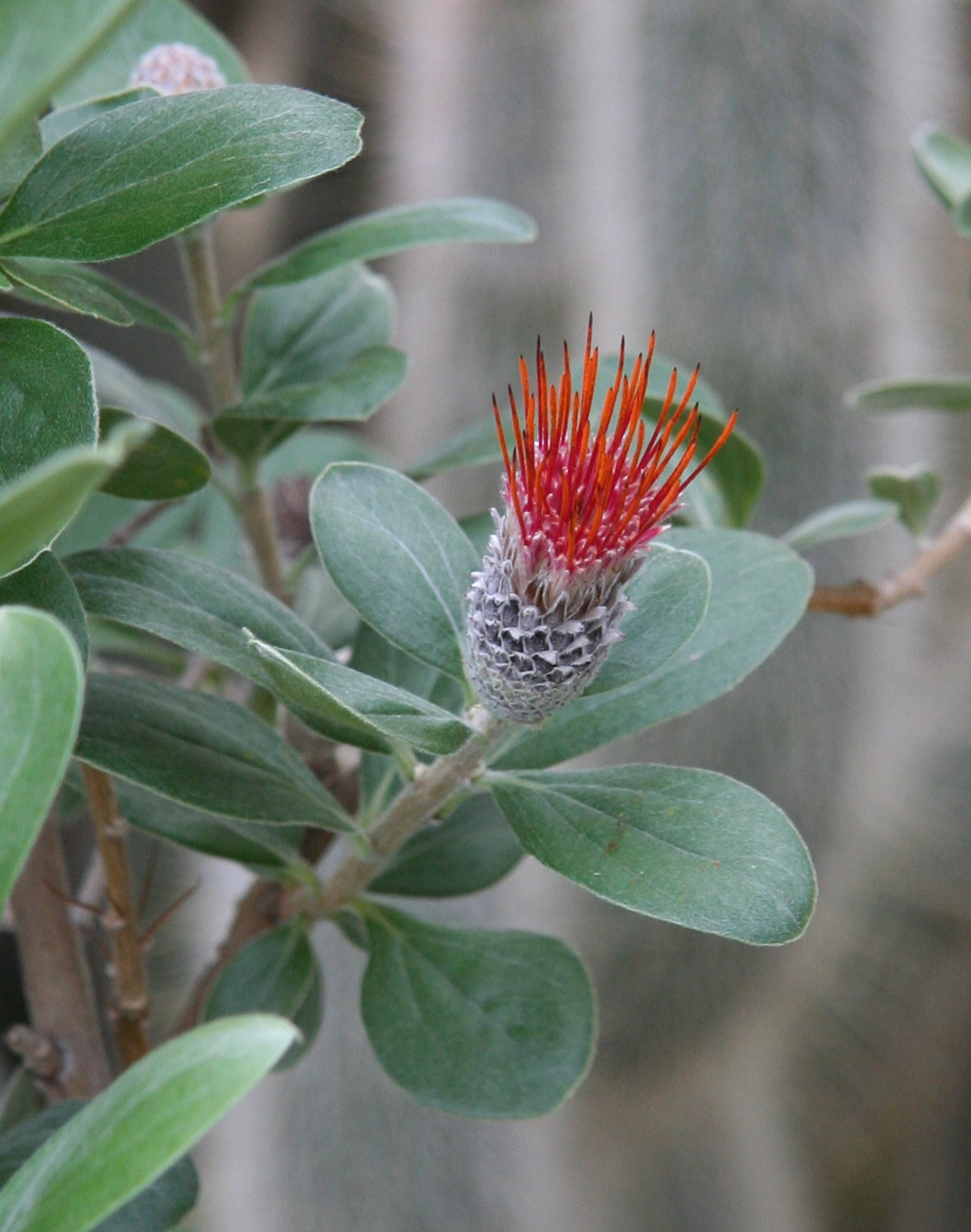
Arnaldoa macbrideana
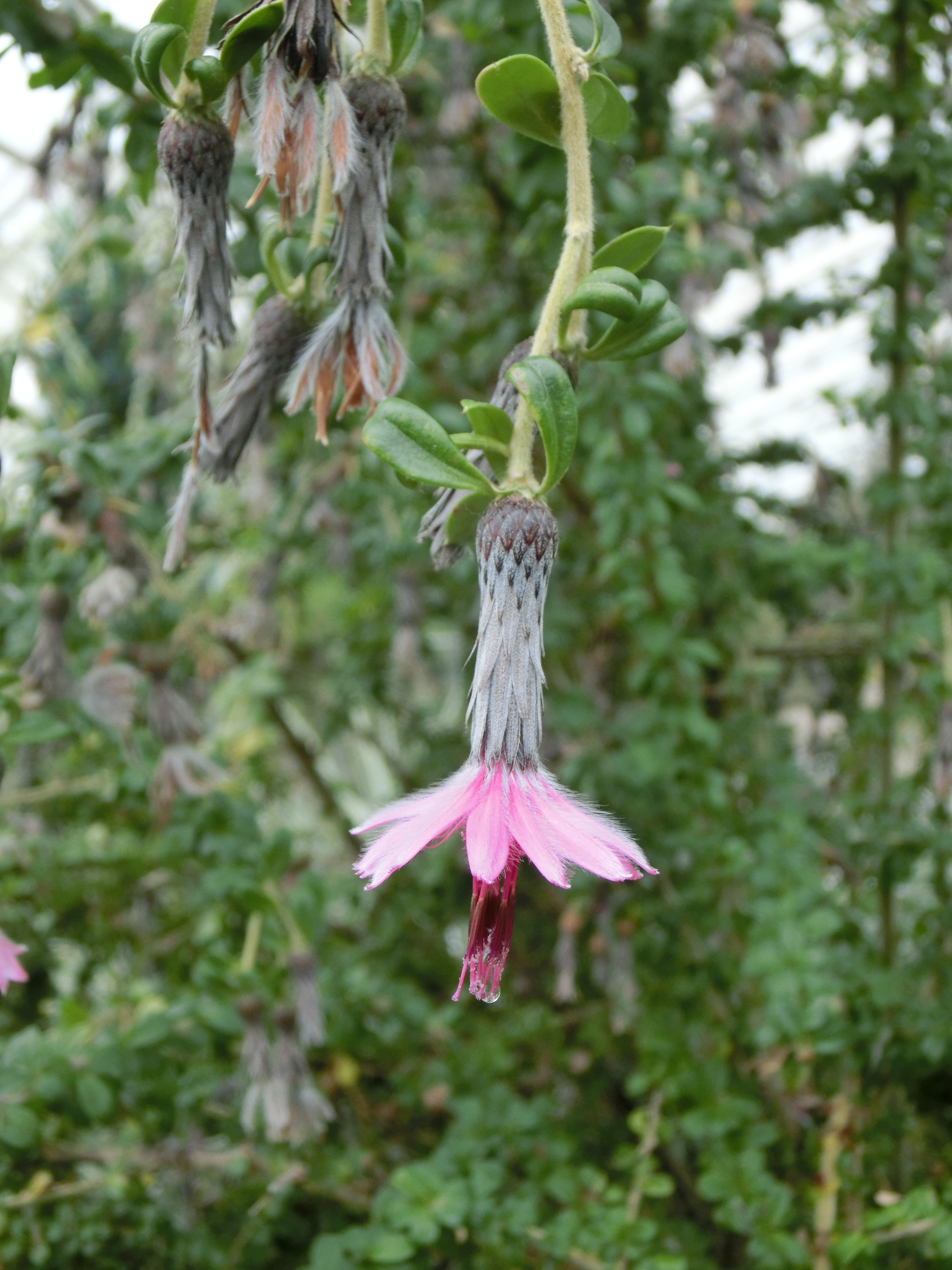
Barnadesia caryophylla
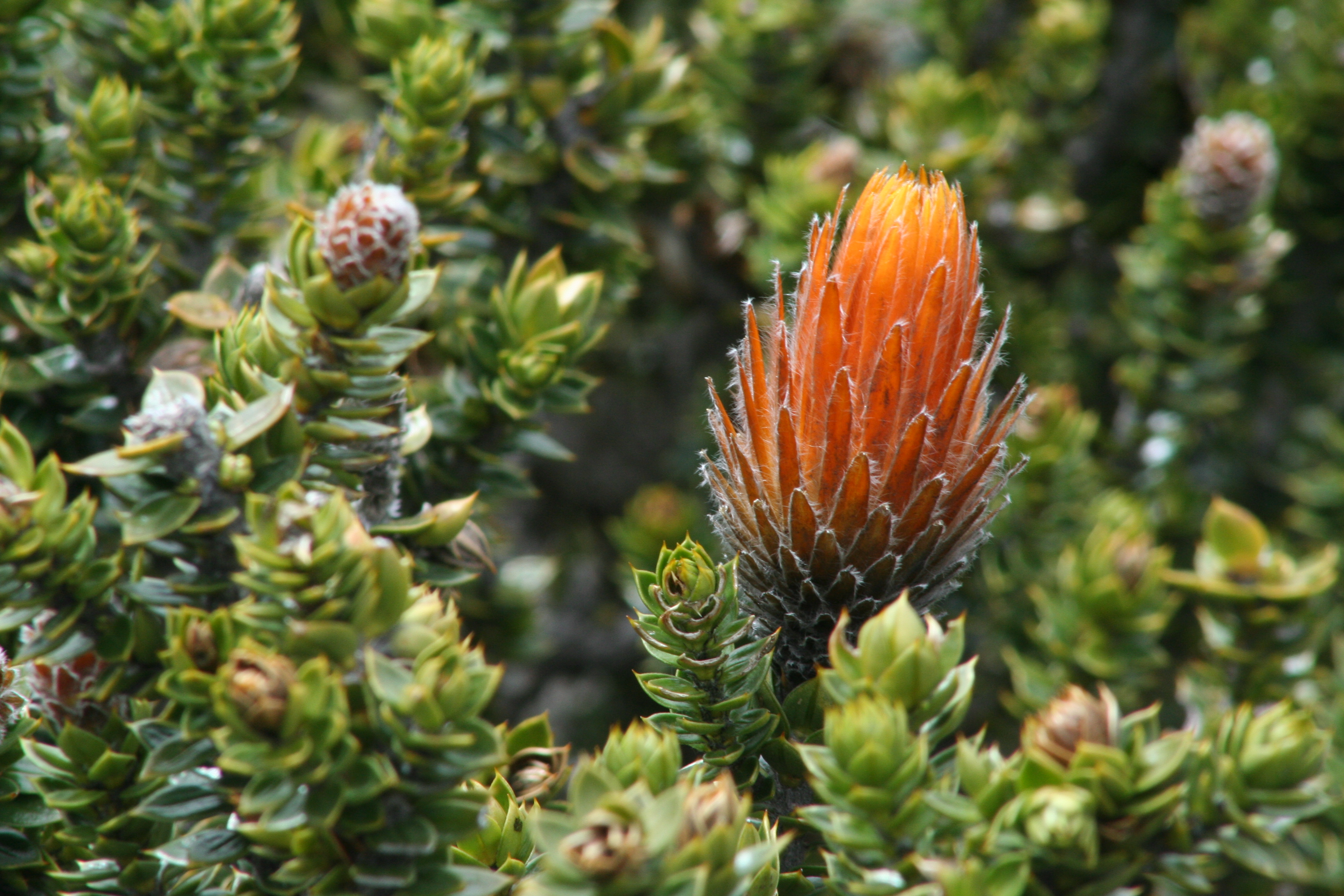
Chuquiraga jussieui
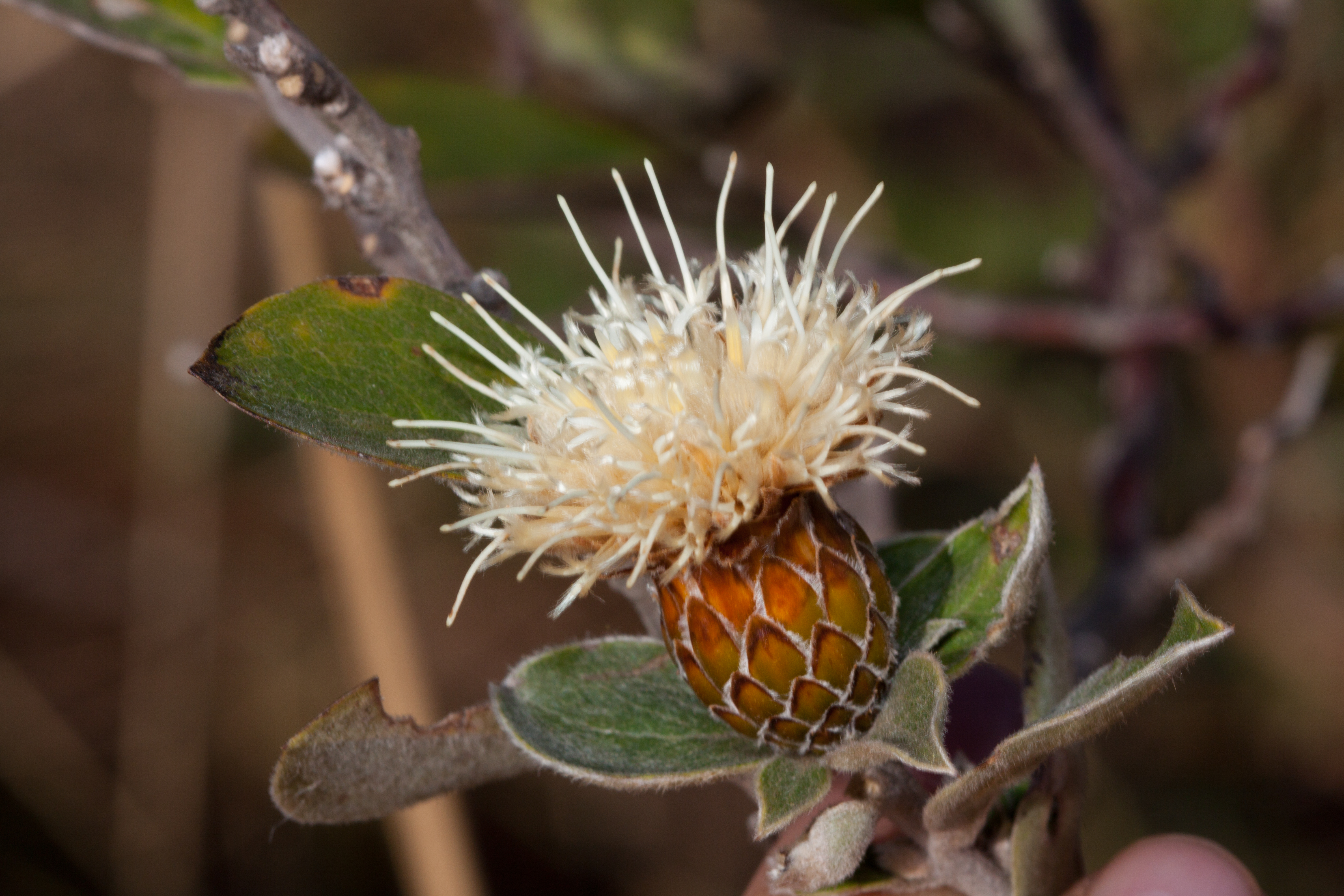
Dasyphyllum sprengelianum

## Fordítás
Ez a szócikk részben vagy egészben  a   Barnadesioideae című angol Wikipédia-szócikk ezen változatának fordításán alapul.  Az eredeti cikk szerkesztőit annak laptörténete sorolja fel. Ez a jelzés csupán a megfogalmazás eredetét és a szerzői jogokat jelzi, nem szolgál a cikkben szereplő információk forrásmegjelöléseként.